# (471165) 2010 HE79
(471165) 2010 HE79, também escrito como (471165) 2010 HE79, é um objeto transnetuniano que é classificado como um plutino que está localizado no Cinturão de Kuiper, uma região do Sistema Solar. Ele possui uma magnitude absoluta de 5,2 e tem um diâmetro estimado de cerca de 401 km. O astrônomo Mike Brown lista este corpo celeste em sua página na internet como um candidato a possível planeta anão.

## Descoberta
(471165) 2010 HE79 foi descoberto no dia 21 de abril de 2010 pelos astrônomos S. S. Sheppard, R. Poleski, A. Udalski e C. A. Trujillo.

## Órbita
A órbita de (471165) 2010 HE79 tem uma excentricidade de 0,183 e possui um semieixo maior de 39,077 UA. O seu periélio leva o mesmo a uma distância de 31,919 UA em relação ao Sol e seu afélio a 46,236 UA.